# دحض المزارع
دحض المُزارع كتاب من تأليف السياسي الأمريكي ألكسندر هاميلتون بعد عمله التبرير الكامل لتدابير الكونغرس في عام 1774 م. نُشِر عمل دحض المزارع في شهر شباط/فبراير في عام 1775.
| المؤلف | لألكساندر هاملتون               |
| اللغة  | الإنجليزية                      |
| يسبقه  | التبرير الكامل لتدابير الكونغرس |
| يتبعه  | ملاحظات على مشروع كيبيك         |

ملخص الكتاب
في كتاب دحض المزارع خاطب ألكساندر هاملتون الشخصية الرئيسية مباشرةً الذي كان يكتب إليها معارضًا لعمله الأول ألا وهو بيشوب صموئيل سيبوري، فقد كتب سيبوري تحت اسم أي دبليو مزارع (اسم القلم واختصارًا لمزارع وستشستر)، ادعاءً بوصف الكتابة بأنها أقل من فرض متاهة الدقة دحض هاميلتون مرة أخرى ادعاء سيبوري في مؤتمر فيلادلفيا لذي يستحق أن يدان بسبب سلوكه.
كذلك انتقد كتابات سيبوري التي تفيد امكانية المستعمرات أن توجد في دعوتها ضد تصرفات البرلمان مع بقائها مواليةً لملك بريطانيا العظمى، و توضح كذلك أن تصرفات البرلمان منحت السلطة للملكة في مناسبة واحدة فقط، وأكد هاميلتون اعتقاده بأنه هو ملك أمريكا مستندًا إلى الاتفاق بيننا وبين ملوك بريطانيا العظمى.
في الحضارة الحديثة
اقتُبس عمل دحض المزارع في عام 2015 في برودواي هاميلتون من تأليف لين مانويل ميراندا في أغنية دحض المزارع التي تناولت جدالات هاميلتون مع سيبوري.